# Glironia venusta
Glironia venusta é uma espécie de marsupial da família dos didelfiídeos (Didelphidae). É a única espécie descrita para o gênero Glironia. Tem sido encontrada na Colômbia, Equador, Peru, Brasil e Bolívia. Com os registros de exemplares em lugares muito distantes entre si, se estima que G. venusta é localmente rara e difícil de encontrar, mas tem ampla distribuição em toda a Amazônia.

## Descrição
Um adulto pesa entre 95 e 119 g. Comprimento do corpo, entre 160 e 205 mm; comprimento da cauda 160 a 214 mm. A textura da pelagem do corpo varia de macia e aveludada a densa e lanosa. Os pêlos do dorso têm 7 a 8 mm de comprimento. O dorso geralmente é fulvo, canela ou marrom e o ventre é cinza e amarelo a esbranquiçado. As bases dos pelos ventrais são xistosas e as pontas branco-amareladas. As mãos e os pés são de um branco acastanhado opaco a cinza.
As orelhas são grandes, ovais, nuas, de cor enegrecida. Uma faixa larga, proeminente, marrom-escura a preta se estende por cada olho e dá a aparência de uma máscara. As listras começam nas laterais do rinário, passam pelos olhos dorsais às orelhas e terminam atrás das orelhas. Uma faixa estreita de pêlos branco-acinzentados, de cor ardósia em suas bases, estende-se ao longo da linha média da cabeça do rinário à nuca e separa as listras escuras dos olhos.>
A cauda é cilíndrica e densamente peluda,  com os pelos próximos ao meio da cauda sed 14 a 15 mm de comprimento, o que dá uma aparência espessa, decrescente em direção à ponta.

## Registros
Exemplares de G. venusta têm sido achados em pelo menos 28 sítios diferentes espalhados pela bacia do rio Amazonas e duas divisória de águas contiguas (rio Paraguai e Guaviare). Estes são os lugares dos 28 registros:
| Nº | Sítio                       | Município / localidade  | Departamento / Estado | País     |
| -- | --------------------------- | ----------------------- | --------------------- | -------- |
| 1  | 800 m.s.n.m.                | Pozuzo                  | Pasco                 | Peru     |
| 2  | Los Yungas                  | Sud Yungas              | La Paz                | Bolívia  |
| 3  | Boca de Lagarto Cocha       | Cuyabeno                | Sucumbíos             | Equador  |
| 4  | Boca del Curaray            | Napo                    | Loreto                | Peru     |
| 5  | Montalvo                    | Cantón Pastaza          | Pastaza               | Equador  |
| 6  | El Hacha                    | Puerto Leguízamo        | Putumayo              | Colômbia |
| 7  | Bocas del Mapuera           | Oriximiná               | Pará                  | Brasil   |
| 8  | Alto Río Urucu              | Tefé                    | Amazonas              | Brasil   |
| 9  | Cocha Cashu                 | Parque Nacional de Manú | Madre de Dios         | Peru     |
| 10 | Valle de Machariapo         | Apolo                   | La Paz                | Bolívia  |
| 11 | Carretera a El Puente       | San Javier              | Santa Cruz            | Bolívia  |
| 12 | Meseta de Huanchaca         | San Ignacio de Velasco  | Santa Cruz            | Bolívia  |
| 13 | Fazenda Jaburi              | Espigão d'Oeste         | Rondônia              | Brasil   |
| 14 | Quebrada Vainilla           | Las Amazonas            | Loreto                | Peru     |
| 15 | Puerto Almendra             | Iquitos                 | Loreto                | Peru     |
| 16 | Teotônio                    | Porto Velho             | Rondônia              | Brasil   |
| 17 | Riozinho da Liberdade       | Tarauacá                | Acre                  | Brasil   |
| 18 | Reserva Adolpho Ducke       | Manaus                  | Amazonas              | Brasil   |
| 19 | Rio Cabaçal                 | Mirassol d'Oeste        | Mato Grosso           | Brasil   |
| 20 | Floresta Tapirapé           | Marabá                  | Pará                  | Brasil   |
| 21 | Represa Guaporé             | Vale de São Domingos    | Mato Grosso           | Brasil   |
| 22 | Santo Antonio do Rio Bonito | Nova Ubiratã            | Mato Grosso           | Brasil   |
| 23 | Floresta Carajás            | Parauapebas             | Pará                  | Brasil   |
| 24 | Represa Teles Pires         | Jacareacanga            | Pará                  | Brasil   |
| 25 | Rio Tales Pires             | Paranaíta               | Mato Grosso           | Brasil   |
| 26 | Terra Indígena Roosevelt    | Pimenta Bueno           | Rondônia              | Brasil   |
| 27 | El Capricho                 | San José del Guaviare   | Guaviare              | Colômbia |
| 28 | Ducutipabo                  | San Felipe              | Guainía               | Colômbia |